# Pieter Dierckx

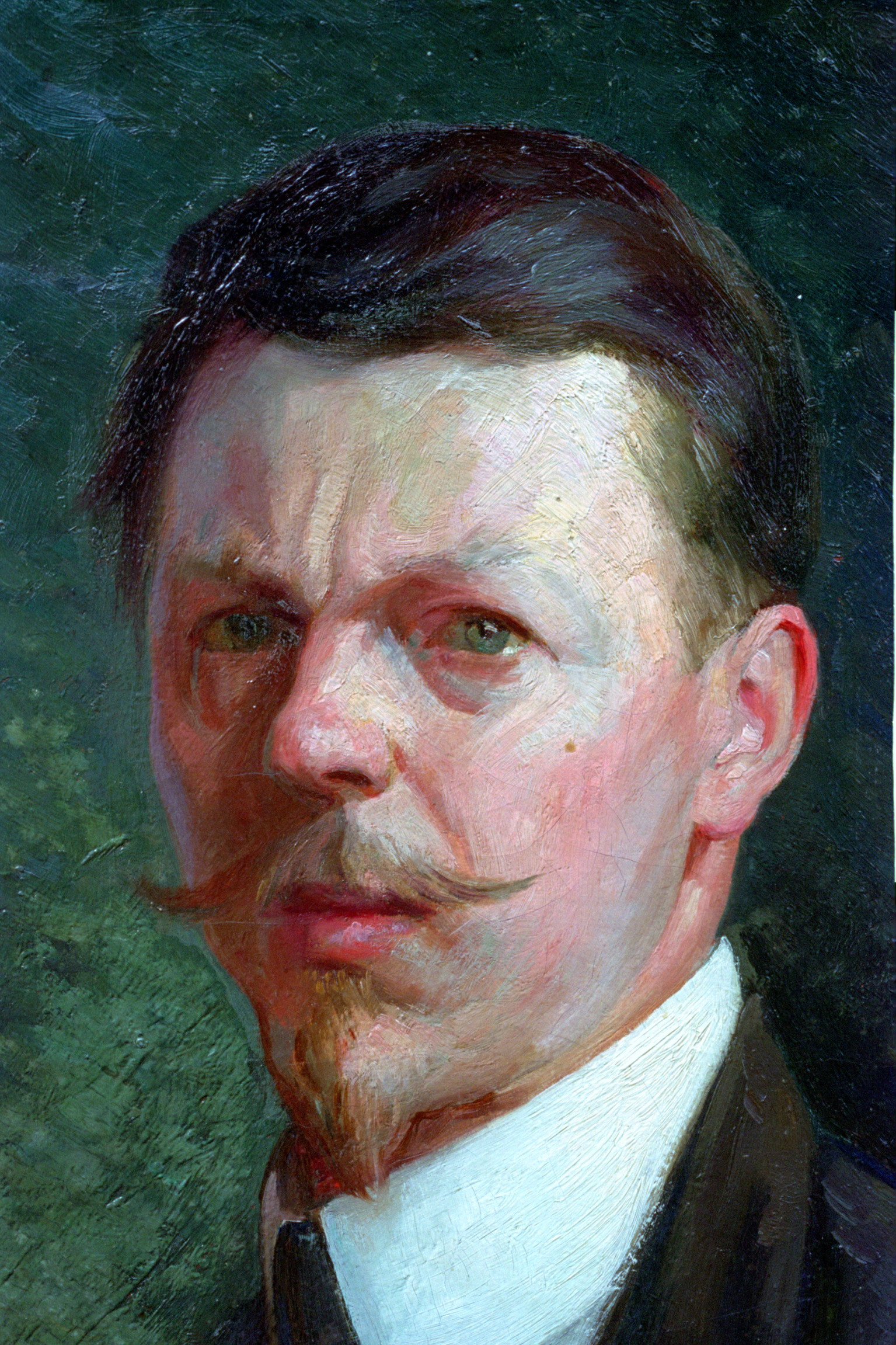
Selbstporträt

Pieter Franciscus Dierckx (* 7. Februar 1871 in Antwerpen; † 4. September 1950 ebenda) war ein belgischer Maler.

## Leben
Dierckx studierte an der Antwerpener Kunstakademie und der angeschlossenen Hochschule (Hoger Instituut) unter anderem bei Juliaan De Vriendt und dessen Bruder Albert De Vriendt sowie bei Karel Verlat. Dierckx war Mitglied des Künstlerkreises „Die Skalden“ (De Scalden). Im September 1896 wurde er zum Direktor der Kunstakademie in Temse ernannt, wo er auch für den Zeichenunterricht zuständig war. In der 230-jährigen Geschichte der Temsener Kunstakademie gilt Pieter Dierckx als einer der bedeutendsten Direktoren.
Als Radierer und als Graphikdesigner half er den verschiedensten Vereinen mit Plakaten, Briefköpfen usw. Im Jahre 1899 illustrierte er das Studentenliederbuch (Studentenliederboek) von Karel Heyndrickx. Während des Ersten Weltkriegs widmete er dem Landleben in Temse viele Gemälde. Ein weiterer großer Teil seines künstlerischen Schaffens besteht aus Landschaftsbildern, insbesondere Wäldern. Im März 1919 kehrte Dierckx nach Antwerpen zurück und eröffnete dort eine Malerwerkstatt.
Seit 1952 wird an der Temsener Kunstakademie einen zweijährlichen „Pieter-Dierckx-Preis für Malerei“ überreicht. Im Jahr 1986 wurde in Temse eine Straße nach Dierckx benannt.

## Werke und Ausstellungen (Auswahl)
Gemälde

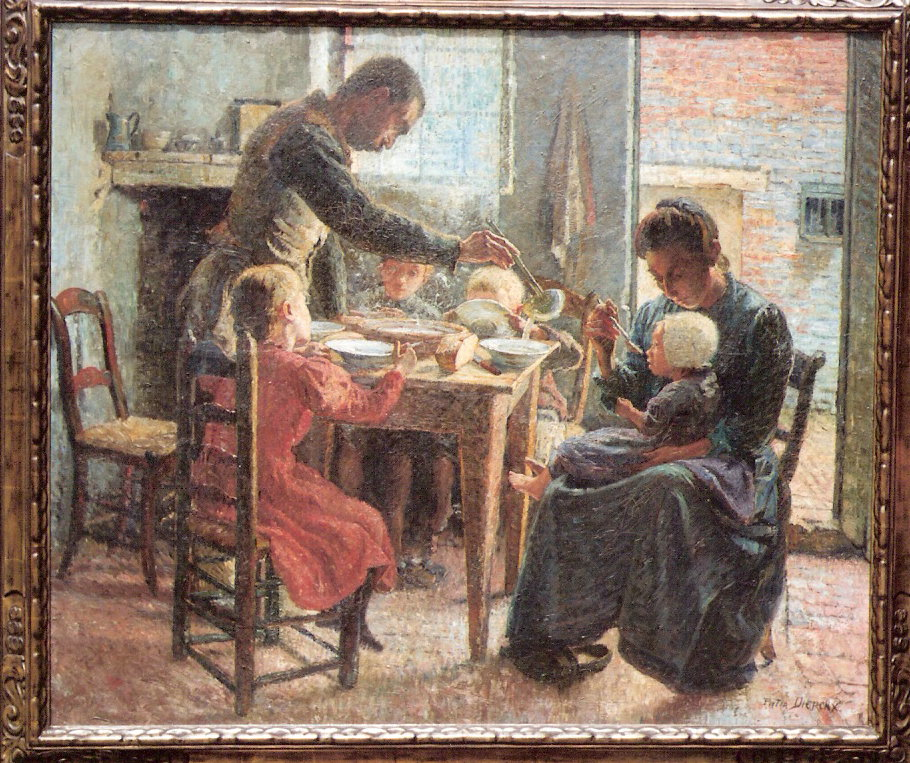
Das karge Mahl

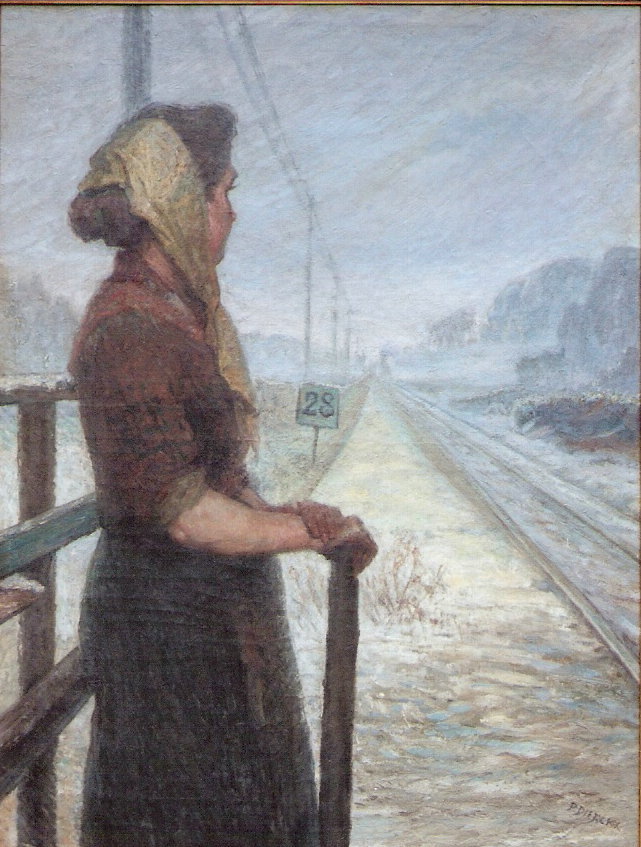
Die Bahnwärterin

- Kartoffelschäler im Altenheim (Aardappelschillers in het Ouderlingengesticht)
- Das karge Mahl (Het sober Maal)
- Suppenküche (De Soepbedeling)
- Schilfernte (Het Plekplein)
- Die Klöpplerin (De Kantwerkster)
- Der Holzschuhmacher (De Klompenmaker)
- Der Korbflechter (De Mandenvlechter)
- Der kleine Kai (De kleine Kaai)
- Der verbrannte Hof (Het verbrande Hof)
- Die Bahnwärterin (De Baanwachtster)
- Die Familie des Webers (Het Huisgezin van de Wever)
- Das Spinnrad (Het Spinnewiel)
- Gottesfurcht auf der Heide (Godvrucht op de Heide)
- Kirche an der Schelde (Kreek aan de Schelde)
- 1939: Sankt Willibrord verkündigt um das Jahr 700 den Bewohnern der Scheldeufer das Evangelium (Sint-Willibrordus het evangelie verkondigend aan de oeverbewoners der Schelde omtrent het jaar 700. Dieses fast fünf Meter breite Werk hängt in der Heilig Hartkerk in der Lange Beeldekensstraat 18 in Antwerpen).
- 1942: Tanz der Sylphiden beim Morgengrauen (Dans der Sylphiden bij dageraad), Orpheus, der Sänger mit der lieblichen Stimme aus Thrakien (Orpheus de zoetgevooisde zanger van Tracië)

Ausstellungen
- 8. Februar bis 9. März 1908: Inhuldingingstentoonstelling der stadsfeestzaal, met de ondersteuning van het gemeentebestuur.[2]
- Vom 24. Juni bis zum 13. August 2006: Retrospektive im Gemeindemuseum von Temse[3]